# Джефри Юдженидис
Джефри Юдженидис (на английски: Jeffrey Eugenides) е американски преподавател и писател на бестселъри в жанра съвременна проза.

## Биография и творчество
Джефри Кент Юдженидис е роден на 8 март 1960 г. в Детройт, Мичиган, САЩ, в семейството на Константин (ипотечен банкер) и Уанда Юдженидис. Потомък е на гръцки и ирландски емигранти. От малък мечтае да стане писател.
Завършва през 1983 г. с бакалавърска степен с отличие по английски език университета “Браун“ и през 1986 г. с магистърска степен по творческо писане Станфордския университет. Докато следва, работи като таксиметров шофьор и сервитьор, запознава се с писателя Рик Муди, цяла година обикаля Европа, доброволец е с Майка Тереза в Калкута, Индия.
През 1986 г. получава стипендия от Академията за филмови изкуства и науки за историята си „Here Comes Winston, Full of the Holy Spirit“. След като живее няколко години в Сан Франциско, се премества в Бруклин, Ню Йорк и работи като секретар на Академията на американските поети. От 1988 г. работи на разни позиции в списание „Яхтсмен“. Сприятелява се в Ню Йорк с много писатели, сред които е Джонатан Францен.
Първите му творби се появяват в „Ню Йоркър“ и „Парис Ревю“. Първият му роман „Непорочните самоубийства“ е публикуван през 1993 г. Романът е екранизиран под заглавието „Обречени да умрат“ от София Копола с участието на Кирстен Дънст, Джош Хартнет и Джеймс Уудс през 1999 г.
След романа публикува разкази в „Ню Йоркър“. Разказът му „Baster“ е екранизиран във филма „The Switch“ през 2010 г.
Отива в Берлин, Германия да пише с годишна стипендия от Германската служба за академичен обмен. Живее там през 1999 – 2004 г.
Вторият му роман „Мидълсекс“ излиза през 2002 г. Обявен е за най-добра книга на годината от „Ню Йорк Таймс“, „Буук Ревю“, „Лос Анджелис Таймс“, „Чикаго Трибун“ и много други. Книгата печели престижната американска награда за художествена литература „Пулицър“ за 2003 г.
Романите на писателя са преведени на 34 езика по света.
От 2007 г. работи в Принстънския университет и в центъра „Питър Б. Люис“ като професор преподавател по творческо писане. Удостоен е с почетното звание доктор хонорис кауза от Университета „Браун“ през 2014 г.
Джефри Юдженидис живее със семейството си в Принстън, Ню Джърси.

## Произведения

### Самостоятелни романи
- The Virgin Suicides (1993)
„Непорочните самоубийства“, Пловдив: „Жанет-45“, 2011, 240 с. ISBN 978-954-491-706-7
- Middlesex (2001) – награда „Пулицър“
„Мидълсекс“, Пловдив: „Жанет-45“, 2010, 704 с. ISBN 978-954-491-607-7[1]
- The Marriage Plot (2011)
„Брачната фабула“. прев. Невена Дишлиева-Кръстева. Пловдив: „Жанет-45“, 2014, 546 с. ISBN 978-619-186-056-2

### Сборници  разкази
- Jeffrey Eugenides Collection (2013)
- Fresh Complaint (2017)

### Екранизации
- 1999 The Virgin Suicides – режисьор София Копола
- 2010 The Switch – по разказа „Baster“